# Pardosa angustifrons
Pardosa angustifrons là một loài nhện trong họ Lycosidae.
Loài này thuộc chi Pardosa. Pardosa angustifrons được Lodovico di Caporiacco miêu tả năm 1941.